# Kuhnhöfen
Kuhnhöfen település Németországban, Rajna-vidék-Pfalz tartományban. Lakosainak száma 145 fő (2023. december 31.).

## Népesség
A település népességének változása:
| Lakosok száma | 85   | 158  | 157  | 156  | 156  | 145  |
|               | 1975 | 2014 | 2019 | 2021 | 2022 | 2023 |